# Limnophila difficilis
Limnophila difficilis är en tvåvingeart som beskrevs av Alexander 1920. Limnophila difficilis ingår i släktet Limnophila och familjen småharkrankar.
Artens utbredningsområde är Malawi. Inga underarter finns listade i Catalogue of Life.